# 国営航空機工場 (ロヴェチ)
国営航空機工場（こくえいこうくうきこうじょう、ブルガリア語:Държавна самолетна фабрика 略称:DSF）は、1941年から1954年までブルガリアのロヴェチに存在した航空機製造工場である。

## 概要
1941年に建設されたブルガリア国営の航空機製造工場である。1945年にカザンラクの航空機工場およびソフィアの設計局DAR(国営航空機工廠)が閉鎖されたのちは本工場がブルガリア唯一の航空機メーカーとなった。1954年、ブルガリア政府が国内での航空機製造の停止を決定したことで本工場の飛行機製造ラインは閉鎖に追い込まれた。1954年以降、本工場は自動車およびバイクの製造を行うようになった。

## 歴史

### 第二次大戦前
ブルガリアは1919年発効のヌイイ条約によって、軍が20年間にわたって航空戦力および重火器を保有することを禁止されていたが、この制限が解除されるにあたって1938年にブルガリア軍は本格的な航空機製造工場の建設を計画した。1939年にブルガリア北部の街・ロヴェチで新工場の建設が決定され、1941年には「国営航空機工場」と命名された工場が稼働を開始した。
ブルガリア政府はそれまでもソフィア郊外のボジュリシュテ空港構内にあった国営航空機公廟(Държавната аеропланна работилница、略称DAR)にて小規模な航空機設計および製造を行っていたが、この国営航空機工場(DSF)が完成したのちは、設計はボジュリシュテのDAR、製造はロヴェチのDSFにて分担して行われることとなった。

### 国内航空産業のロヴェチへの集約
1942年、ブルガリア中部カザンラクに存在したイタリア資本の私有航空機工場「カプロニ・ブルガリア」が倒産した際、この工場は国営化され、「国営航空機工場」はロヴェチとカザンラクの2都市で稼働することとなった。しかしカザンラクの工場は1945年に廃止された。同じく1945年、ボジュリシュテの国営航空機公廟(DAR)も廃止されて設計者はロヴェチのDSFに移管されることになり、ブルガリアの航空機設計・製造産業はロヴェチに集約された。

### 大戦後の躍進と突然の解体
ロヴェチ工場ではブルガリア独自の航空機開発・製造が行われた。特に1948年にツヴェタン・ラザロフらのチームが設計したLaz-7は優れた性能の軽飛行機であり、ブルガリア空軍で軽夜間爆撃機および複座練習機として採用されたほか、ブルガリア各地のフライトクラブで曲芸飛行・競技飛行機としても重用された。しかし1954年、共産党政権が自国での航空機製造を中止し、ソ連製航空機の輸入を決定したことで、ロヴェチ工場は突然の閉鎖に追い込まれることとなった。

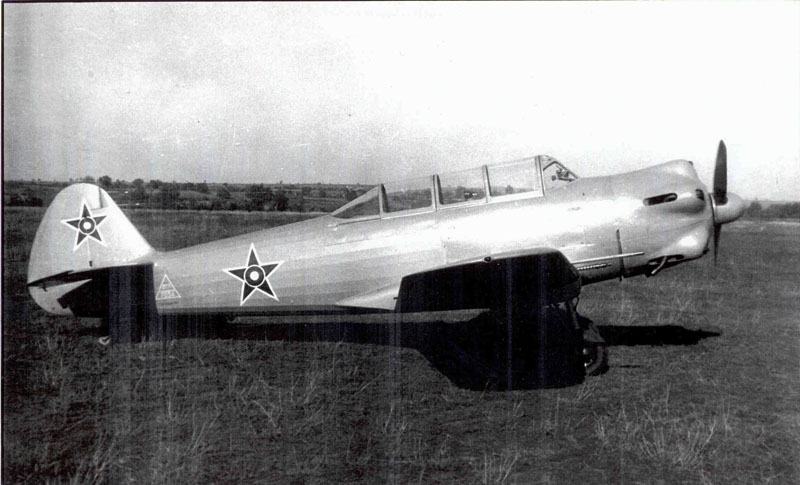
Laz-7の改良型であるLaz-7M

## 名称の変遷
稼働開始時は「国営航空機工場」と呼称された同工場は、1949年には機密保持の観点から「第14工場」と改称された。その後、1954年に航空機製造が中止された後は幾度かの名称変更を経たのち、現在では「バルカン」工場として自動車部品を製造している。

## 生産機種
- DAR 9...1941年より48機が製造された、複座複葉練習機。
- アヴィア B-135...1943年、12機分の部品がチェコスロバキアより輸入され、最終組み立てが行われた。
- DAR 10...試作のみが行われた軽爆撃機・偵察機。
- Laz-7...1948年より製造された、複座単葉練習機。 300機以上が製造される成功作となったが、政府による航空産業解体命令のため1954年に製造中止。
- Laz-8...Laz-7をベースとした4人乗りの単発単葉機。1948年に一機が試作された。